# Boardman (Oregon)
Boardman – miasto w Stanach Zjednoczonych, w stanie Oregon, w hrabstwie Morrow.